# Migasar (berg i Armenien, Ararat)
Migasar (armeniska: Միգասար) är ett berg i Armenien.   Det ligger i provinsen Ararat, i den centrala delen av landet, 60 kilometer sydost om huvudstaden Jerevan. Toppen på Migasar är 2 671 meter över havet.
Terrängen runt Migasar är kuperad österut, men västerut är den bergig. Runt Migasar är det ganska glesbefolkat, med 29 invånare per kvadratkilometer.. Närmaste större samhälle är Aghavnadzor, 16,9 kilometer sydost om Migasar. 
Trakten runt Migasar består i huvudsak av gräsmarker.